# UEFA-Pokal 1975/76
Der UEFA-Pokal 1975/76 war die 5. Auflage des Wettbewerbs und wurde vom FC Liverpool durch einen Finalsieg gegen den FC Brügge gewonnen. Der Titelverteidiger nahm nicht am Wettbewerb teil, denn Borussia Mönchengladbach trat im Europapokal der Landesmeister an.
Die erfolgreichste deutsche Mannschaft in dieser Saison war der Hamburger SV, der bis ins Halbfinale kam, dort jedoch am belgischen Vertreter FC Brügge scheiterte.

## Modus
Die Teilnehmer spielten im reinen Pokalmodus mit Hin- und Rückspielen den Sieger aus. Bei Torgleichstand entschied zunächst die Auswärtstorregel, anschließend gab es eine Verlängerung, nach der wieder die Auswärtstorregel in Kraft trat und sollte es immer noch keinen Sieger geben, erfolgte ein Elfmeterschießen.

## 1. Runde
|                          | Gesamt    |                       | Hinspiel | Rückspiel |
| ------------------------ | --------- | --------------------- | -------- | --------- |
| MSV Duisburg             | 10:30     | Enosis Neon Paralimni | 7:1      | 3:2       |
| Glentoran FC             | 01:14     | Ajax Amsterdam        | 1:6      | 0:8       |
| Grasshopper Club Zürich  | (a)4:4(a) | Real Sociedad         | 3:3      | 1:1       |
| PAOK Thessaloniki        | 2:6       | FC Barcelona          | 1:0      | 1:6       |
| Hibernian Edinburgh      | 2:3       | FC Liverpool          | 1:0      | 1:3       |
| AIK Solna                | 1:2       | Spartak Moskau        | 1:1      | 0:1       |
| Hertha BSC               | 6:2       | HJK Helsinki          | 4:1      | 2:1       |
| Holbæk B&I               | 1:3       | FKS Stal Mielec       | 0:1      | 1:2       |
| FC Carl Zeiss Jena       | 4:0       | Olympique Marseille   | 3:0      | 1:0       |
| Royal Antwerpen          | 5:1       | Aston Villa           | 4:1      | 1:0       |
| Molde FK                 | 1:6       | Östers IF             | 1:0      | 0:6       |
| GAIS Göteborg            | 4:5       | Śląsk Wrocław         | 2:1      | 2:4       |
| 1. FC Köln               | 5:2       | Boldklubben 1903      | 2:0      | 3:2 n. V. |
| Feyenoord Rotterdam      | 1:4       | Ipswich Town          | 1:2      | 0:2       |
| Olympique Lyon           | 4:6       | FC Brügge             | 4:3      | 0:3       |
| FC Porto                 | 10:00     | FC Avenir Beggen      | 7:0      | 3:0       |
| BSC Young Boys           | 2:4       | Hamburger SV          | 0:0      | 2:4       |
| FC Everton               | 0:1       | AC Mailand            | 0:0      | 0:1       |
| Bohemians ČKD Praha      | 2:3       | Honvéd Budapest       | 1:2      | 1:1       |
| AS Rom                   | 2:1       | TDFS Dunav Russe      | 2:0      | 0:1       |
| Tschornomorez Odessa     | 1:3       | Lazio Rom             | 1:0      | 0:3 n. V. |
| SK Rapid Wien            | 2:3       | Galatasaray Istanbul  | 1:0      | 1:3       |
| Vojvodina Novi Sad       | 1:3       | AEK Athen             | 0:0      | 1:3       |
| AS Armata Târgu Mureș    | 3:6       | Dynamo Dresden        | 2:2      | 1:4       |
| SK VÖEST Linz            | 2:4       | Vasas Budapest        | 2:0      | 0:4       |
| Torpedo Moskau           | 5:2       | SSC Neapel            | 4:1      | 1:1       |
| CS Universitatea Craiova | 2:4       | Roter Stern Belgrad   | 1:3      | 1:1       |
| Athlone Town             | 4:2       | Vålerenga Oslo        | 3:1      | 1:1       |
| DFS Lewski-Spartak Sofia | 7:1       | Eskişehirspor         | 3:0      | 4:1       |
| Internacionál Bratislava | 8:2       | Real Saragossa        | 5:0      | 3:2       |
| ÍB Keflavík              | 0:6       | Dundee United         | 0:2      | 0:4       |
| Sliema Wanderers         | 2:5       | Sporting Lissabon     | 1:2      | 1:3       |

## 2. Runde
|                          | Gesamt          |                          | Hinspiel | Rückspiel |
| ------------------------ | --------------- | ------------------------ | -------- | --------- |
| MSV Duisburg             | (a)4:4(a)       | DFS Lewski-Spartak Sofia | 3:2      | 1:2       |
| Real Sociedad            | 1:9             | FC Liverpool             | 1:3      | 0:6       |
| Ipswich Town             | 3:4             | FC Brügge                | 3:0      | 0:4       |
| Hertha BSC               | 2:4             | Ajax Amsterdam           | 1:0      | 1:4       |
| Dundee United            | 2:3             | FC Porto                 | 1:2      | 1:1       |
| FC Carl Zeiss Jena       | 1:1 (2:3 i. E.) | FKS Stal Mielec          | 1:0      | 0:1 n. V. |
| Spartak Moskau           | 3:0             | 1. FC Köln               | 2:0      | 1:0       |
| Śląsk Wrocław            | 3:2             | Royal Antwerpen          | 1:1      | 2:1       |
| Athlone Town             | 0:3             | AC Mailand               | 0:0      | 0:3       |
| Roter Stern Belgrad      | 1:5             | Hamburger SV             | 1:1      | 0:4       |
| Vasas Budapest           | 4:3             | Sporting Lissabon        | 3:1      | 1:2       |
| Östers IF                | 1:2             | AS Rom                   | 1:0      | 0:2       |
| Galatasaray Istanbul     | 2:7             | Torpedo Moskau           | 2:4      | 0:3       |
| Honvéd Budapest          | 2:3             | Dynamo Dresden           | 2:2      | 0:1       |
| Lazio Rom                | 0:7             | FC Barcelona             | 0:3      | 0:4       |
| Internacionál Bratislava | (a)3:3(a)       | AEK Athen                | 2:0      | 1:3       |

## 3. Runde
|                          | Gesamt          |                          | Hinspiel | Rückspiel |
| ------------------------ | --------------- | ------------------------ | -------- | --------- |
| Śląsk Wrocław            | 1:5             | FC Liverpool             | 1:2      | 0:3       |
| FC Brügge                | 2:0             | AS Rom                   | 1:0      | 1:0       |
| Ajax Amsterdam           | 3:3 (3:5 i. E.) | DFS Lewski-Spartak Sofia | 2:1      | 1:2 n. V. |
| Dynamo Dresden           | 4:3             | Torpedo Moskau           | 3:0      | 1:3       |
| AC Mailand               | 4:2             | Spartak Moskau           | 4:0      | 0:2       |
| FC Barcelona             | 4:1             | Vasas Budapest           | 3:1      | 1:0       |
| Hamburger SV             | 3:2             | FC Porto                 | 2:0      | 1:2       |
| Internacionál Bratislava | 1:2             | FKS Stal Mielec          | 1:0      | 0:2       |

## Viertelfinale
|                | Gesamt |                          | Hinspiel | Rückspiel |
| -------------- | ------ | ------------------------ | -------- | --------- |
| Dynamo Dresden | 1:2    | FC Liverpool             | 0:0      | 1:2       |
| FC Brügge      | 3:2    | AC Mailand               | 2:0      | 1:2       |
| FC Barcelona   | 8:5    | DFS Lewski-Spartak Sofia | 4:0      | 4:5       |
| Hamburger SV   | 2:1    | FKS Stal Mielec          | 1:1      | 1:0       |

## Halbfinale
|              | Gesamt |              | Hinspiel | Rückspiel |
| ------------ | ------ | ------------ | -------- | --------- |
| FC Barcelona | 1:2    | FC Liverpool | 0:1      | 1:1       |
| Hamburger SV | 1:2    | FC Brügge    | 1:1      | 0:1       |

## Finale

### Hinspiel
| FC Liverpool                                        | FC Liverpool | FC Brügge | FC Brügge |
| --------------------------------------------------- | --- | --- | --------- |
| FC Liverpool                                        | \| 28. April 1976 in Liverpool (Anfield) \| \| Ergebnis: 3:2 (0:2) \| \| Zuschauer: 56.000 \| \| Schiedsrichter: Ferdinand Biwersi ( BR Deutschland) \|                                                   | \| 28. April 1976 in Liverpool (Anfield) \| \| Ergebnis: 3:2 (0:2) \| \| Zuschauer: 56.000 \| \| Schiedsrichter: Ferdinand Biwersi ( BR Deutschland) \|                                                                  | FC Brügge |
| FC Liverpool                                        | Ray Clemence – Phil Neal, Tommy Smith, Phil Thompson, Ray Kennedy – Emlyn Hughes , Steve Heighway, Ian Callaghan – Kevin Keegan, David Fairclough, John Toshack (46. Jimmy Case) Cheftrainer: Bob Paisley | Birger Jensen – Fons Bastijns , Eduard Krieger, Georges Leekens, Jos Volders – Julien Cools, René Vandereycken, Daniël de Cubber – Roger Van Gool, Raoul Lambert, Ulrik le Fevre Cheftrainer: Ernst Happel ( Österreich) | FC Brügge |
| FC Liverpool                                        | 1:2 Ray Kennedy (60.) 2:2 Jimmy Case (61.) 3:2 Kevin Keegan (64., Foulelfmeter) | 0:1 Raoul Lambert (6.) 0:2 Julien Cools (13.) | FC Brügge |
| 28. April 1976 in Liverpool (Anfield)               | | |           |
| Ergebnis: 3:2 (0:2)                                 | | |           |
| Zuschauer: 56.000                                   | | |           |
| Schiedsrichter: Ferdinand Biwersi ( BR Deutschland) | | |           |

### Rückspiel
| FC Brügge                               | FC Brügge | FC Liverpool | FC Liverpool |
| --------------------------------------- | --- | --- | ------------ |
| FC Brügge                               | \| 19. Mai 1976 in Brügge (Olympiastadion) \| \| Ergebnis: 1:1 (1:1) \| \| Zuschauer: 33.000 \| \| Schiedsrichter: Rudi Glöckner ( DDR) \| | \| 19. Mai 1976 in Brügge (Olympiastadion) \| \| Ergebnis: 1:1 (1:1) \| \| Zuschauer: 33.000 \| \| Schiedsrichter: Rudi Glöckner ( DDR) \|                                                                | FC Liverpool |
| FC Brügge                               | Birger Jensen – Fons Bastijns , Eduard Krieger, Georges Leekens, Jos Volders – Julien Cools, René Vandereycken, Daniël de Cubber (69. Dirk Hinderyckx) – Roger Van Gool, Raoul Lambert (76. Dirk Sanders), Ulrik le Fevre Cheftrainer: Ernst Happel ( Österreich) | Ray Clemence – Phil Neal, Tommy Smith, Phil Thompson, Ray Kennedy – Emlyn Hughes , Steve Heighway, Ian Callaghan – Kevin Keegan, Jimmy Case, John Toshack (64. David Fairclough) Cheftrainer: Bob Paisley | FC Liverpool |
| FC Brügge                               | 1:0 Raoul Lambert (11., Handelfmeter) | 1:1 Kevin Keegan (15.) | FC Liverpool |
| 19. Mai 1976 in Brügge (Olympiastadion) | | |              |
| Ergebnis: 1:1 (1:1)                     | | |              |
| Zuschauer: 33.000                       | | |              |
| Schiedsrichter: Rudi Glöckner ( DDR)    | | |              |

## Beste Torschützen
| Rang | Spieler           | Klub           | Tore |
| ---- | ----------------- | -------------- | ---- |
| 1    | Ruud Geels        | Ajax Amsterdam | 11   |
| 2    | Pawel Panow       | Lewski Sofia   | 9    |
| 3    | Gert Heidler      | Dynamo Dresden | 8    |
| 4    | Johan Neeskens    | FC Barcelona   | 6    |
|      | John Toshack      | FC Liverpool   | 6    |
| 6    | Emil Spassow      | Lewski Sofia   | 5    |
|      | Carles Rexach     | FC Barcelona   | 5    |
|      | Jimmy Case        | FC Liverpool   | 5    |
|      | Willi Reimann     | Hamburger SV   | 5    |
|      | Raoul Lambert     | FC Brügge      | 5    |
|      | René Vandereycken | FC Brügge      | 5    |

## Eingesetzte Spieler FC Liverpool
| FC Liverpool | |
| FC Liverpool | - Tor: Ray Clemence (12/-) - Abwehr: Phil Neal (12/1); Phil Thompson (11/2); Emlyn Hughes (11/-); Tommy Smith (9/-); Alec Lindsay (2/-); Joey Jones (1/-); Brian Kettle (1/-); Chris Lawler (1/-) - Mittelfeld: Ian Callaghan (12/1); Steve Heighway (11/2); Jimmy Case (9/5); Brian Hall (9/-); Peter Cormack (4/-); Phil Boersma (1/-); Max Thompson (1/-) - Angriff: John Toshack (11/6); Kevin Keegan (11/3); Ray Kennedy (10/4); David Fairclough (5/1) - Trainer: Bob Paisley |